# Elżbieta Streker-Dembińska

Elżbieta Streker-Dembińska

Elżbieta Streker-Dembińska (* 3. November 1954 in Konin) ist eine polnische Politikerin, Kommunalpolitikerin, Senatorin der V. Wahlperiode und seit 2007 Abgeordnete des Sejm in der VI. Wahlperiode.
Sie machte 1978 das Magisterdiplom eines Ingenieurs der Elektrotechnik an der Fakultät für Elektrotechnik an der Technischen Universität Posen. Später absolvierte sie ein Aufbaustudium am Institut für Rechtswissenschaft der Polska Akademia Nauk (Polnisches Institut der Wissenschaften – PAN) in Warschau (Studium des Kommunalrechts und Europäischen Kommunalrechts). Sie arbeitete in der Firma für Klavierbau „Calisia“ in Kalisz und als Büroleiterin der Föderation der Wissenschaftlich-Technischen Vereinigungen in Konin. 1998 wurde sie zur Starost von Konin gewählt, in den Jahren 1999 bis 2005 Landkreiskonvent der Woiwodschaft Großpolen. Im Februar 2005 errang sie in den Nachwahlen das Senatsmandat von Ryszard Sławiński, nachdem dieser in den Landesrat für Radiophonie und Fernsehen ernannt wurde. 2005 bewarb sie sich ohne Erfolg um die Wiederwahl in den Senat.
Sie gehört dem Sojusz Lewicy Demokratycznej (Bund der Demokratischen Linken – SLD) an und sitzt in verschiedenen Regionalgremien dieser Partei. Sie ist unter anderem im Vorstand des Kinderbundes, der Freiwilligen Feuerwehr des Powiat Koński, im Jahr 2006 wurde sie Vorsitzende der Föderation der Wissenschaftlich-Technischen Vereinigungen in Konin. Im selben Jahr wurde sie Abgeordnete des Sejmik der Woiwodschaft Großpolen und leitete die Revisionskommission des Sejmik.
In den Parlamentswahlen 2007 wurde sie über die Liste der Lewica i Demokraci (Linke und Demokraten – LiD) mit 6070 Stimmen für den Wahlkreis Konin zur Abgeordneten des Sejm gewählt. Sie ist Stellvertretende Vorsitzende der Sejm-Kommission für Gesundheit und Mitglied der Kommission für Wirtschaft.
Seit dem 22. April 2008 ist sie Mitglied der neu gegründeten Fraktion Lewica.